# Buc (Yvelines)
Bucⓘ ist eine französische Gemeinde mit 5868 Einwohnern (Stand 1. Januar 2022) im Département Yvelines in der Region Île-de-France. Die Einwohner werden Bucois genannt.

## Geografie
Die Gemeinde liegt 21 Kilometer südwestlich von Paris.
Der historische Kern und ein Teil der Gemeinde befindet sich im Bièvre-Tal auf einer Höhe von ungefähr 100 m. Die meisten Wohnviertel befinden sich auf dem Plateau von Saclay 50 m höher. Die Nachbargemeinden sind, im Norden Versailles, im Nordosten Jouy-en-Josas, im Südosten Les Loges-en-Josas, im Süden Toussus-le-Noble, im äußersten Südwesten Châteaufort und Guyancourt im Westen.

## Geschichte
Der Name „Buc“ stammt aus dem Lateinischen buscum, was Buchsbaum bedeutet.
- Das Gebiet wird 1660 zu Versailles angegliedert und wird durch Ludwig XIV. als Jagdgebiet genutzt.
- 1684–1686: Bau des Aquädukts von Buc[1].
- 1880: Erbauung des Fort vom Haut-Buc
- 25. Juli 1909: Louis Blériot lässt sich auf 200 Hektar nieder; er erbaut 1913 einen privaten Flughafen und eine Flugschule, heute der Aérodrome de Toussus-le-Noble.

### Einwohnerentwicklung
Im Jahr 2008 hatte Buc 5446 Einwohner (was eine Abnahme von 5 % ist verglichen zu 1999). Die Einwohnerentwicklung von Buc ist durch Zählungen von 1793 an bekannt. Die meisten Einwohner hatte Buc im Jahr 1999 mit 5743.
Einwohnerzahlen in den jeweiligen Jahren:
| Jahr | Einwohner |
| ---- | --------- |
| 1793 | 618       |
| 1800 | 644       |
| 1806 | 524       |
| 1821 | 577       |
| 1831 | 610       |
| 1836 | 625       |
| 1841 | 567       |
| 1846 | 576       |
| 1851 | 526       |

| Jahr | Einwohner |
| ---- | --------- |
| 1856 | 548       |
| 1861 | 297       |
| 1866 | 532       |
| 1872 | 543       |
| 1876 | 709       |
| 1881 | 685       |
| 1886 | 764       |
| 1891 | 730       |
| 1896 | 737       |

| Jahr | Einwohner |
| ---- | --------- |
| 1901 | 744       |
| 1906 | 703       |
| 1911 | 867       |
| 1921 | 1002      |
| 1926 | 1157      |
| 1931 | 1420      |
| 1936 | 1293      |
| 1946 | 1098      |
| 1954 | 1483      |

| Jahr | Einwohner |
| ---- | --------- |
| 1962 | 1965      |
| 1968 | 2655      |
| 1975 | 3908      |
| 1982 | 4820      |
| 1990 | 5434      |
| 1999 | 5743      |
| 2006 | 5502      |
| 2008 | 5446      |
| 2011 | 5245      |

## Politik
Buc hat eine Städtepartnerschaft mit Bad Schwalbach in Hessen.

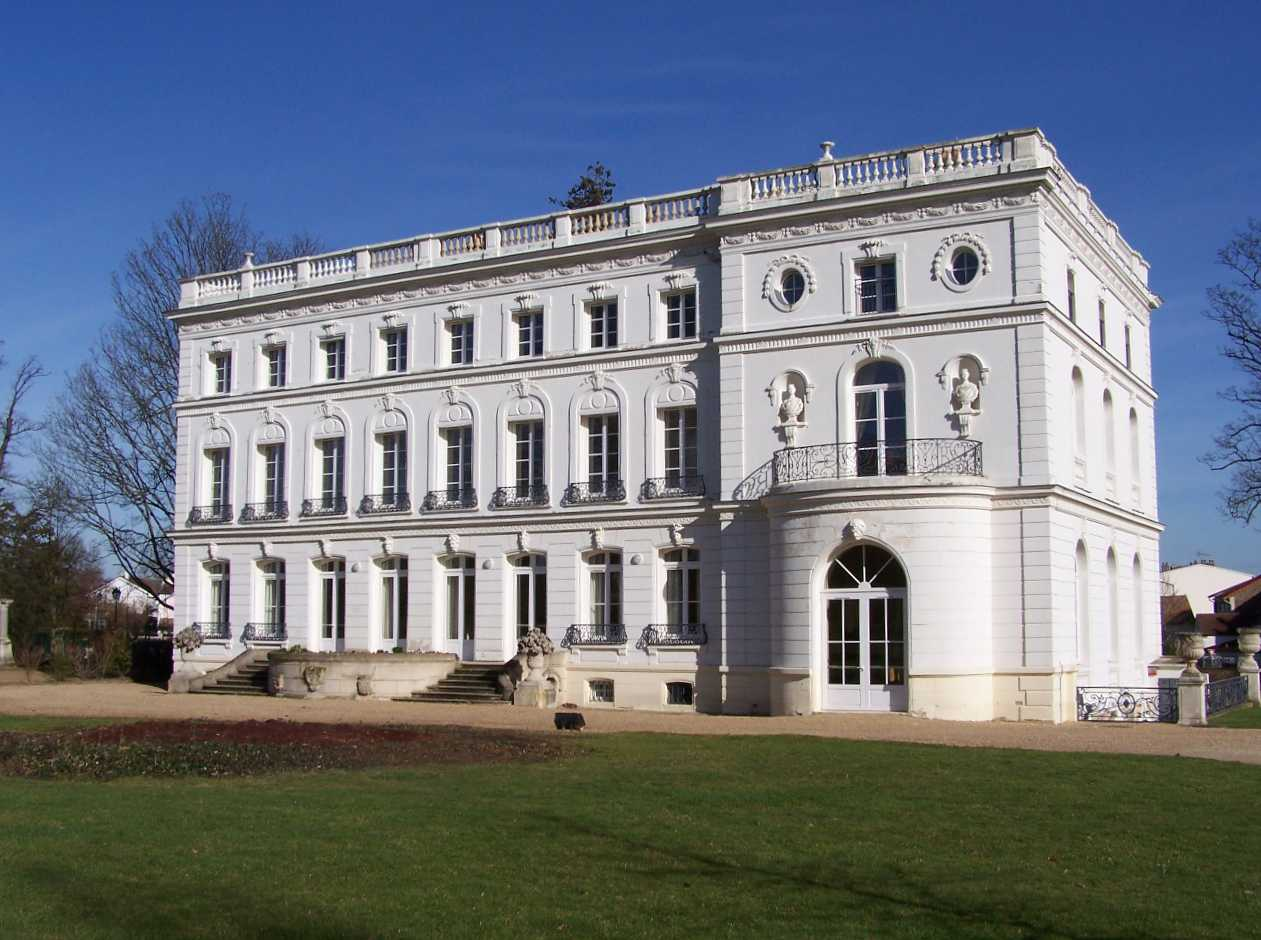
Das Schloss Le Haut-Buc, Südfassade

## Sehenswürdigkeiten
- Kirche Saint-Jean-Baptiste: im 12. Jahrhundert erbaut, Gotischer Baustil, als Monument historique eingestuft.
- Aquädukt von Buc: erbaut durch Louvois im Jahr 1686 um die Gärten des Versailler Schlosses mit Wasser zu versorgen. Er hat 19 Bögen, ist 21 m hoch und 580 m lang. Inzwischen außer Betrieb wurde er als Monument historique 1952 eingestuft.
- Schloss Le Haut-Buc: Das alte Schloss gehörte zum Park von Versailles und diente Ludwig XIV. um eins seiner Kinder zu beherbergen. Es wurde 1740 auf Befehl von Ludwig XV. zerstört. Das heutige Schloss wurde 1864 erbaut und gehört heute der Gemeinde.
- Fort du Haut-Buc: diese Festung gehört zum Schutzring um Paris, aktuell wird es nicht benutzt.
- Im Wald der Gonards in der Nähe des Aquädukts, gab es die Eiche von Louis XIV, die vermutlich 500 Jahre alt war. Sie hat dem Sturm von 1999 überlebt, ist dann aber 2004 zusammengebrochen.

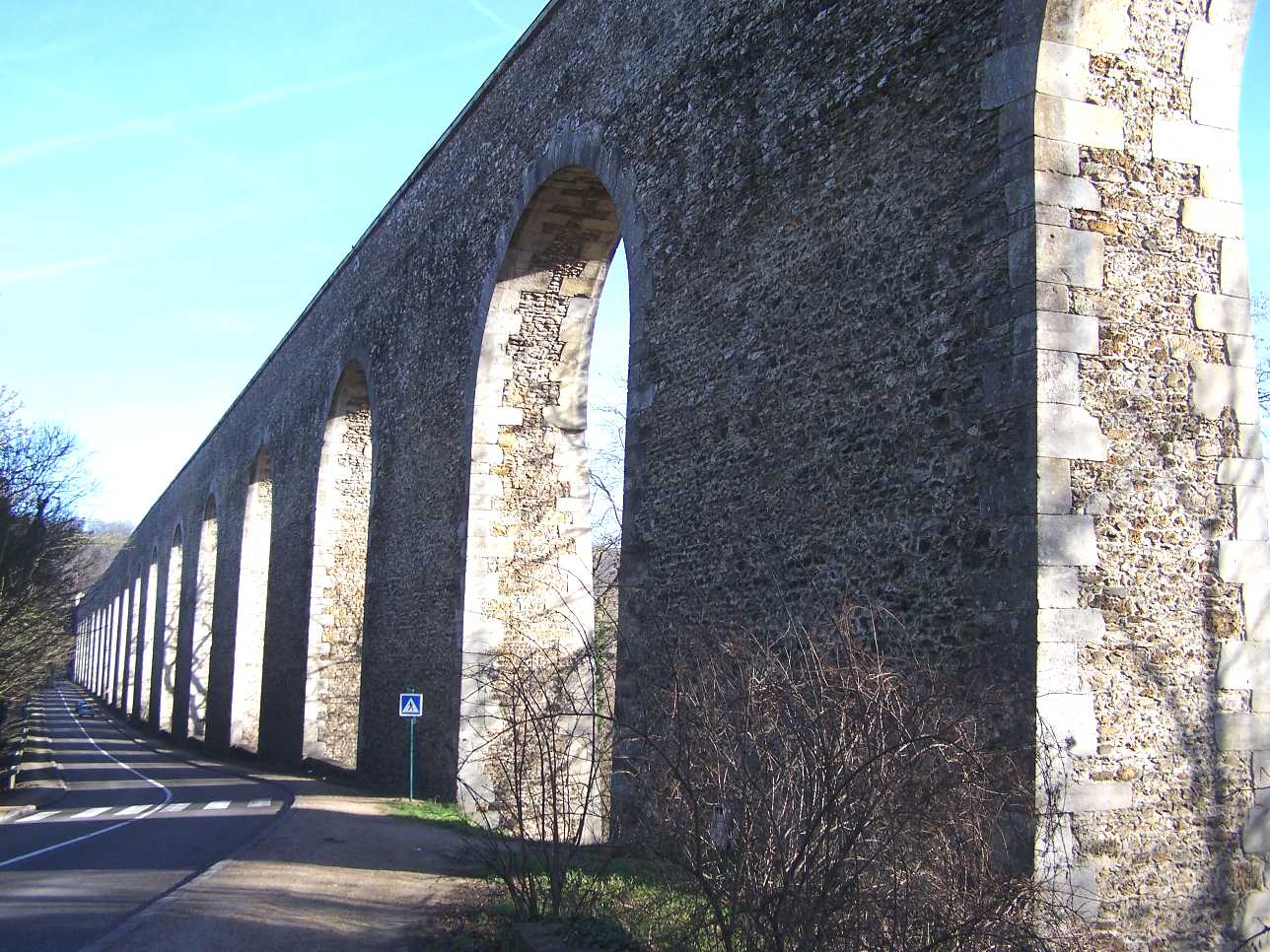
Die Arkaden des Aquädukts von Buc daneben die D 938
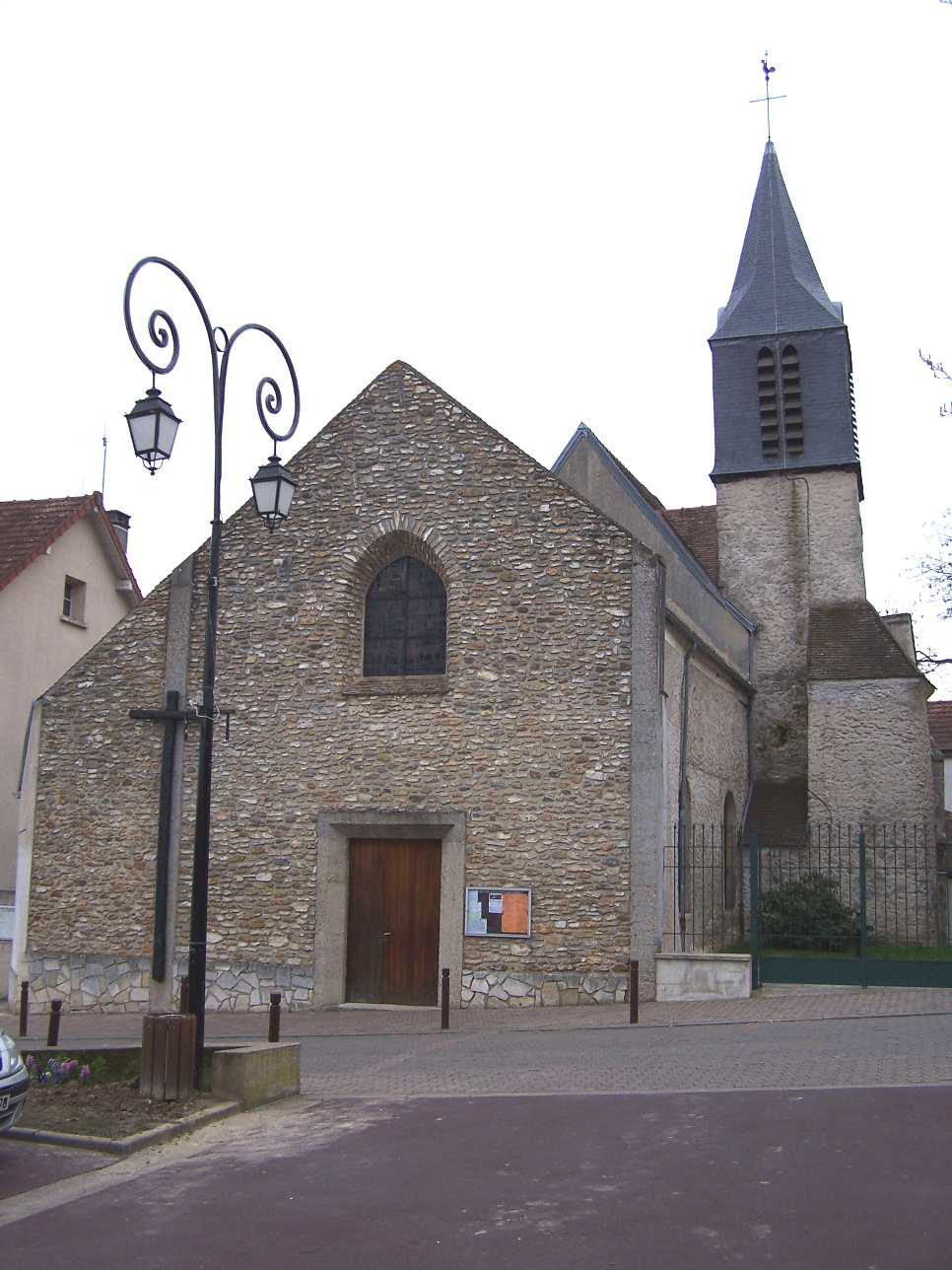
Kirche Saint-Jean-Baptiste
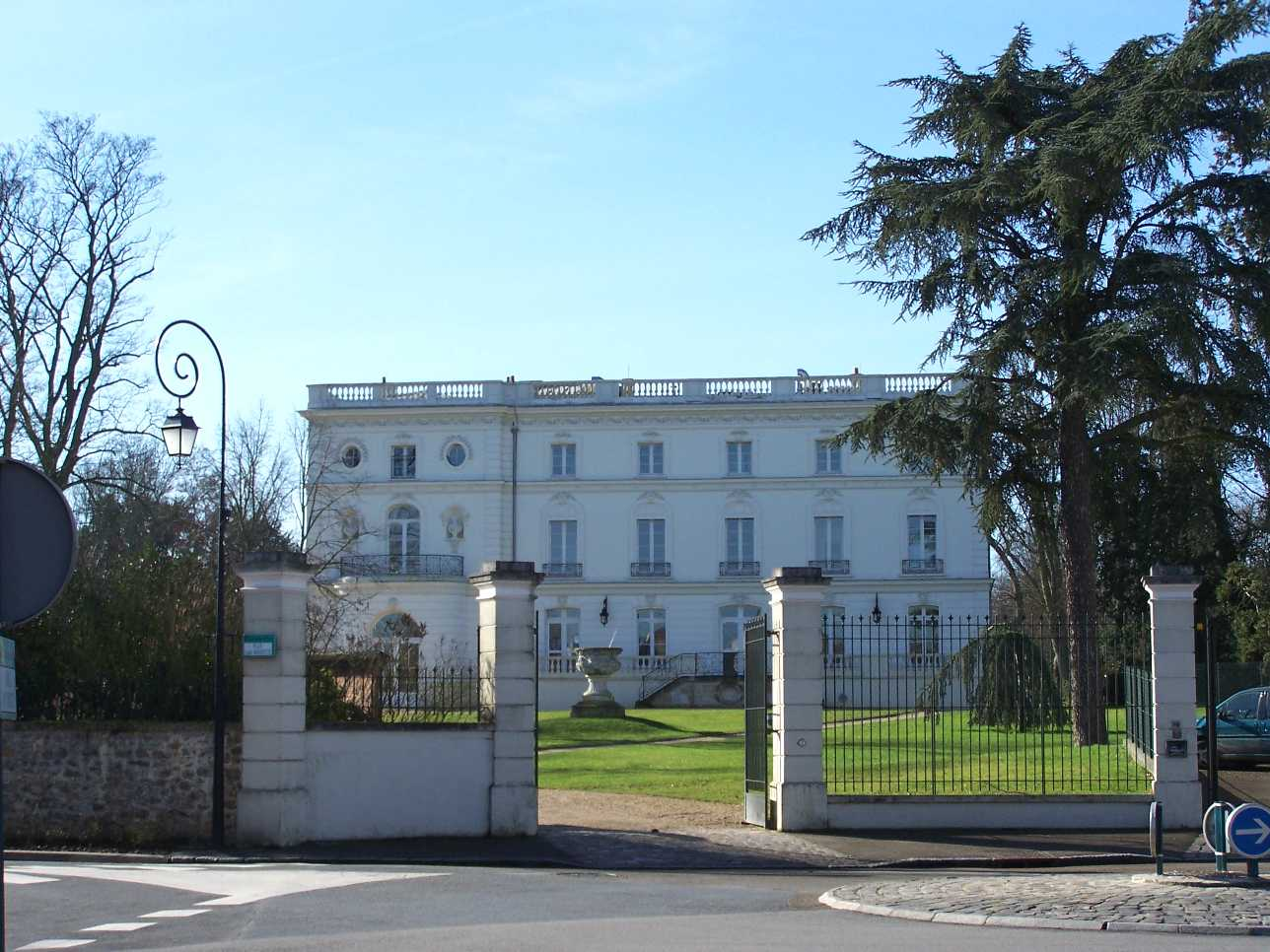
Schloss Le Haut-Buc
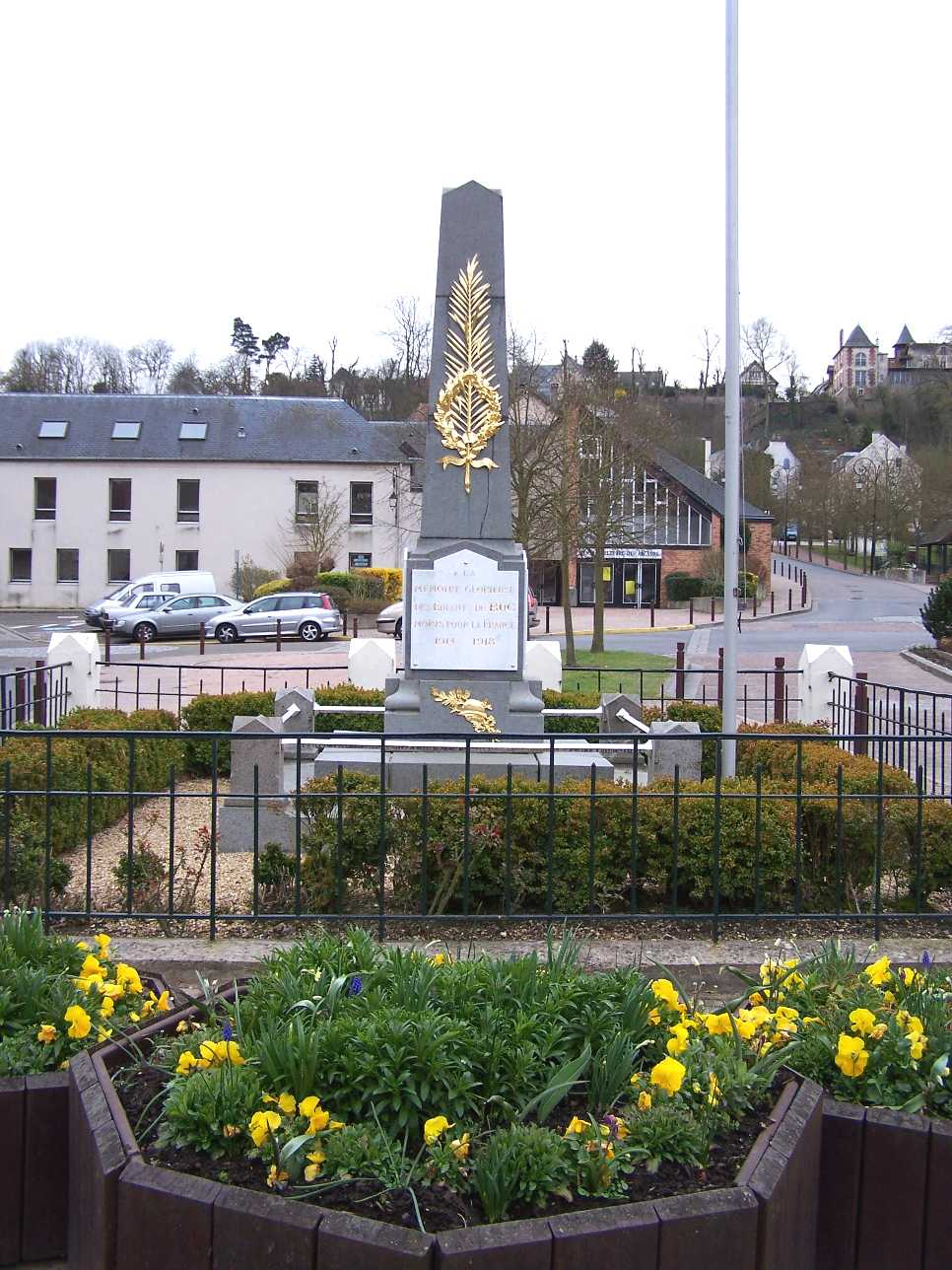
Kriegerdenkmal des Ersten Weltkrieges
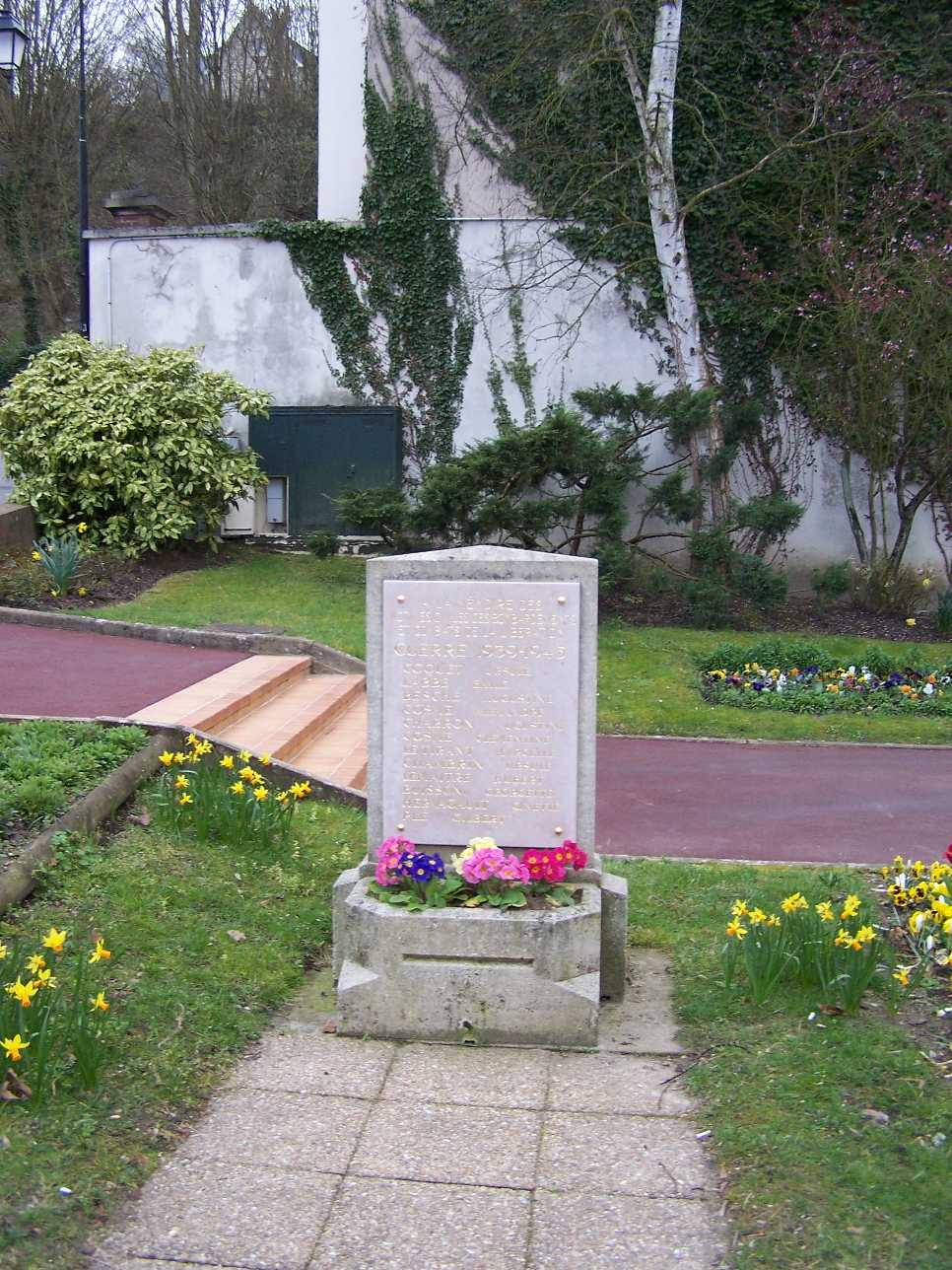
Kriegerdenkmal des Zweiten Weltkrieges

## Wirtschaft und Infrastruktur
Ungefähr 250 Unternehmen sind in Buc angesiedelt. Die Gemeinde beherbergt auch das Lycée franco-allemand.
Die Gemeinde wird von der D 938 (Versailles – Saint-Rémy-lès-Chevreuse) in Nord-Süd-Richtung durchquert. Die Gemeinde besitzt keinen eigenen Bahnhof, die nächsten Bahnhöfe sind Versailles-Chantiers und Petit Jouy-Les Loges. Es gibt eine Buslinie nach Versailles, die Fahrt dauert 15–20 Minuten.